# Metaxmeste cinerealis
Metaxmeste cinerealis là một loài bướm đêm trong họ Crambidae.